# Halicephalobus mephisto
Halicephalobus mephisto es una especie de nemátodo, entre otras similares descubiertas por Gaetan Borgonie y Tullis Onstott en el año 2011. Fue así nombrada por Mefistófeles. La misma fue detectada y tomada desde profundas grietas acuáticas en varias minas de oro en Sudáfrica a unas profundidades de 0,9 km, 1,3 km y 3,6 km respecto a la superficie de la tierra. Hablando del descubrimiento, Onstott dijo que "me dio un susto terrible cuando los vi moverse por primera vez" y explicó que "son como unas cosas negras pequeñas y revueltas." El descubrimiento es muy importante debido a que no se ha sido encontrada vida pluricelular más allá de los 2 km por debajo de la superficie terrestre.[cita requerida]
H. mephisto es resistente a las altas temperatura, se reproduce asexualmente y se alimenta de bacterias subterráneas. De acuerdo a la datación por radiocarbono, estos gusanos viven en aquellos lugares desde hace 3000-12 000 años. También son capaces de sobrevivir en ambientes acuáticos con niveles extremadamente bajos de oxígeno, menor al de los océanos.
Es el animal viviente encontrado a mayor profundidad hasta ahora, capaz de resistir el calor y las aplastantes presiones de su ambiente, y también el primer organismo multicelular encontrado a estas profundidades. Una especie anteriormente encontrada a profundidades similares durante el mismo estudio fue Plectus aquatilis. Por esto, Borgonie dijo que tal gusano es similar a las especies detritívoras encontradas en la superficie y que probablemente descienda de estas. Las mismas especies son también capaces de sobrevivir a temperaturas extremas y por lo mismo, para Borgonie el hecho de que el primer animal descubierto a estas profundidades sea un gusano no es sorprendente. El equipo teorizó que estas especies podrían provenir de animales de la superficie y que fueron filtrándose a través de la corteza terrestre por el agua de lluvia.
Las especies de H. mephisto miden de 0,52 a 0,56 mm de longitud. A pesar de que las especies del género Halicephalobus poseen pocas características distintivas, H. mephisto puede ser diferenciada de otras especies dentro del mismo por su larga cola respecto a las demás, la cual mide entre 110-130 micrómetros de longitud. Se encuentra estrechamente emparentada a H. gingivalis, pero aún más a otras especies del género aún no nombradas.